# 康哲瑋
康哲瑋（1983年9月27日—），為台灣的棒球選手之一，曾效力於中華職棒中信鯨隊，守備位置為游擊手。

## 經歷
- 台北市福林國小少棒隊
- 台北市華興中學青少棒隊
- 台北市華興中學青棒隊
- 台灣體院棒球隊（富邦公牛）
- 中華職棒代訓藍隊借將（2006年）
- 中華職棒中信鯨隊代訓球員（2007年）
- 中華職棒中信鯨隊（2008年）
- 台北縣成棒隊→新北市成棒隊（2009年－2011年）

## 職棒生涯成績
| 年度 | 球隊   | 出賽 | 打數 | 安打 | 全壘打 | 打點 | 盜壘 | 四死 | 三振 | 壘打數 | 打擊率 | 上壘率 | 長打率 | OPS   |
| ---- | ------ | ---- | ---- | ---- | ------ | ---- | ---- | ---- | ---- | ------ | ------ | ------ | ------ | ----- |
| 2008 | 中信鯨 | 58   | 161  | 40   | 0      | 10   | 3    | 9    | 18   | 44     | 0.248  | 0.288  | 0.273  | 0.561 |
| 合計 | 1年    | 58   | 161  | 40   | 0      | 10   | 3    | 9    | 18   | 44     | 0.248  | 0.288  | 0.273  | 0.561 |

## 特殊事蹟
- 2004年5月25日，於93年甲組成棒春季聯賽當中對戰台灣電力棒球隊，擔任三壘手時，成功策動一次三殺守備。
- 2008年3月18日，一軍生涯初登板對戰興農牛隊，擔任先發第二棒游擊手，於一局上擊出生涯首安。
- 2009年6月30日，於98年布瑞特盃全國成棒五強邀請賽，台北縣與台電之戰中出賽，成為台北縣成棒隊隊史首位先發游擊手及第九棒打者。

## 外部連結
- 康哲瑋在台灣棒球維基館上的頁面（繁體中文）
- 球員資訊和成績在中華職棒官網（中文）